# Aiás (malý)
Aiás (malý) (latinsky Aiax) je v řecké mytologii synem lokridského krále Oilea.
Je nazýván Aiás „menší“ nebo „malý“, protože musí být odlišen od hrdiny stejného jména, velkého a silného syna salamínského krále Telamóna. Oba tito muži si dobyli slávu na poli válečném před Trójou, oba však našli svou smrt – velký Aiás zemřel vlastní rukou u Tróji, jeho menší druh na cestě z války domů.
Aiás „menší“ byl drobnější postavy, byl však bojovník a skvělý kopiník. Vynikal v běhu, byl skvělým obráncem hradeb, vybudovaných na ochranu tábora Řeků. Velký Aiás ho někdy bránil svým štítem.
Malý Aiás byl jedním z mužů, kteří se ukryli v útrobách Trojského koně, jímž Řekové přelstili Trójany. Když obránci Tróje vtáhli obrovského dřevěného koně za městské hradby, Řekové v noci do města vnikli, obyvatele pobili a město vypálili.
Malý Aiás se při dobývání města zmocnil věštkyně Kassandry, dcery trojského krále Priama. Zneuctil ji přímo u oltáře v Athénině chrámu. Za to se mu dostalo nenávisti od vojska, dokonce měl být na návrh Odysseův ukamenován. Z toho se ještě Aiás vylhal, ale na zpáteční plavbě domů jeho loď ztroskotala na skalách. Aiás se ještě vyškrábal na skalisko, ale bůh moří Poseidón svým trojzubcem skálu rozlomil a Aiás se utopil.
Athénin hněv dolehl potom na království Lokridu, která musela každoročně posílat do Tróje dvě dívky, aby zemi nezničil hladomor.